# Rock express
Rock express био је српски музички часопис, који је излазио на месечном нивоу у периоду од 1997. до 2004. године.

## Историјат
Часопис је основан 1997. године, а главни и одговорни уредник био је Бранко Рогошић. Прво издање објављено је 1. октобра 1997. године, а последње, 42. издање, изашло је 20. децембра 2004. године. Главни уредник и власник Рогошић истакао је као разлог укидања часописа повећану стопу ПДВ-а, инфлацију и исцрпљеност пословима.
У јануару 1999. године, Rock express почео је да издаје Metal express, посвећен хеви метал музици, који је у почетку објављен као додатак Rock expressа, а касније се појавио као независни часопис. Последње, 15. издање Metal expressа објављено је у априлу 2004. године.
Године 1997. Rock express покренуо је сопствену издавачку кућу под називом Rock express records, а издавали су углавном музику хеви метал извођача, као и рок и панк. Неки од извођача који су издали музику под окриљем Rock express recordsа су групе Draconic, Краљевски апартман и May result. Издавачка кућа је такође објављивала албуме југословенских и српских хеви метал група Heller и  Горди, али и страних као што су Strapping Young Lad и Brujeria, за тржиште Србије.
Године 2000. Rock express објавио је листу 100 најбољих песама свих времена југословенског рока.